# Corinne Molesworth
Corinne Molesworth-Boyd (18 giugno 1949) è un'ex tennista britannica.

## Carriera
In carriera ha raggiunto una finale di doppio al Torneo di Chichester nel 1977, in coppia con la giapponese Naoko Satō. Nei tornei del Grande Slam ha ottenuto il suo miglior risultato raggiungendo i quarti di finale nel singolare all'Open di Francia nel 1972.

## Statistiche

### Doppio

#### Finali perse (1)
| Numero | Anno          | Torneo                           | Superficie | Compagna   | Avversarie in finale            | Punteggio |
| 1.     | 6 giugno 1977 | Torneo di Chichester, Chichester |            | Naoko Satō | Marise Kruger Elizabeth Vlotman | 2-6, 1-6  |